# Nieuwe Haagse School (beeldende kunst)
De Nieuwe Haagse School is een beweging in de beeldende kunst uit de jaren vijftig en zestig van de 20e eeuw. Zij verzet zich tegen de Cobra-beweging en zoekt haar inspiratie in de 17e-eeuwse kunst en de ervaringen van de School van Barbizon en de daaruit voortkomende Haagse School.

## Geschiedenis
Direct na de Tweede Wereldoorlog kwamen de Haagse kunstenaars met hun eigen vernieuwing in de schilderkunst naast die van de experimentele Cobra-beweging. In 1949 ontstond allereerst de Posthoorngroep, genoemd naar bodega/kunstzaal De Posthoorn. Deze groep werd in 1962 opgeheven. In 1951 ontstond de groep Verve, die zich toelegde op de Haagse interpretatie van de vernieuwingen in de École de Paris, met een modern-figuratieve kunst. De groep hield op te bestaan in 1957. Als een bijna logisch vervolg op Verve werd in 1960 de groep Fugare opgericht met het accent op de non-figuratieve kunst. Deze groepering bestond tot 1967.
In 1947 werd in het Gemeentemuseum Den Haag een tentoonstelling georganiseerd voor Haagse kunstenaars onder de titel Haagse Kunstenaars. Deze expositie werd nog achtmaal herhaald, tot 1959 en geconstateerd kan worden, dat het merendeel der deelnemers tot de groepen Verve en Fugare of tot de Posthoorngroep behoorde. Met recht kan worden gesproken van de Nieuwe Haagse School. De term werd voor het eerst gebruikt door Jos de Gruyter, destijds hoofdconservator Moderne Kunst van het Gemeentemuseum Den Haag.

### Deelnemers Fugare
Hubert Bekman, Theo Bitter, Harry Disberg, Jan van Heel, Willem Hussem, Nol Kroes, Joop Kropff, George Lampe, Christiaan de Moor, Theo van der Nahmer, Jaap Nanninga, Wim Sinemus, Gerard Verdijk, Frans de Wit en Aart van den IJssel.

### Tijdgenoten
Tot de Nieuwe Haagse School kunnen ook de niet bij Verve, Fugare en Posthoorngroep aangesloten tijdgenoten worden gerekend als:

Kees Andréa, Livinus van de Bundt, Paul Citroen, Harm Kamerlingh Onnes, Toon Kelder, Piet Ouborg, Willem Rozendaal, Albert Termote, Jules Vermeire en Toon Wegner.
 Voorts de tijdgenoten die in Kunstzaal De Posthoorn hebben geëxposeerd, zoals: Johan van den Berg, Karel Bleijenberg, Thaddeus van Eijsden, Jan Goeting, Hens de Jong, Jan Kuiper, Thijs Overmans, Harry Verburg en Karel Wiggers.

## Links
- website: Nieuwe Haagse School
- over de Haagse abstracte kunstenaarsgroep 'Fugare'